# Des rapports étranges
Des rapports étranges (titre original : Strange Relations) est un recueil de nouvelles de science-fiction de l'écrivain américain Philip José Farmer paru en 1960 aux États-Unis puis en 1976 en France.

## Contenu
- La Mère, 1967 ((en) Mother, 1953)
- La Fille, 1985 ((en) Daughter, 1954)
- Le Père, 1956 ((en) Father, 1955)
- Le Fils, 1985 ((en) Queen of the Deep, 1954)
- Le Frère de ma sœur, 1961 ((en) Open to Me, My Sister, 1960)Parue également sous le titre My Sister's Brother

## Éditions
- Des rapports étranges, J'ai lu, 1976, rééditions en 1985, 1990, 1993